# Zapoteker
Zapotekerne var et indiansk folk der boede i området som den nuværende Oaxaca-delstat i den sydlige del af det centrale Mexico dækker. I præ-columbiansk tid var de en af de mesoamerikanske civilisationer. Arkæologien fører deres kultur cirka 2500 år tilbage i tiden. Blandt de arkæologiske rester er den tidlige og imponerede by Monte Albán, der bestod af bygninger, boldbaner, storslåede grave og gravguder, besat med fint forarbejdede guldsmykker. Monte Albán var den første større by på den vestlige halvkugle og var centrum for en zapotetisk stat, der dominerede meget af hvad vi i dag kender som delstaten Oaxaca.
Zapotekerne udviklede en kalender og et skriftsystem baseret på ordbilleder, der anvendte et separat ideogram til at repræsentere hver stavelse i sproget. Dette skriftsystem menes at været grundlaget for andre mesoamerikanske skriftsystemer udviklet af de olmekiske, epi-olmekiske, maya-, mixtekiske og aztekiske civilisationer. I aztekernes hovedstad Tenochtitlán, boede der zapotekiske og mixtekiske håndværkere, som fremstillede smykker til de aztekiske tlatoanis, eller regenter. Blandt andre den berømte Moctezuma II. Kontakten til det centrale Mexico går dog meget længere tilbage, som dokumenteret af de arkæologiske rester af et zapotetisk kvarter i Teotihuacán og et "gæstehus" i Teotihuacan-stil på Monte Albán. Andre vigtige præ-columbianske zapotetiske steder er blandt andre Lambityeco, Dainzu, Mitla, Yagul, San Jose Mogote og Zaachila.
Den mest berømte zapoteker i moderne tid var Benito Juárez, der generelt betragtes som Mexicos største præsident.
I dag bor der over 400.000 zapotekere i Mexico.